# Esmarch-Handgriff
Der Esmarch-Handgriff (nach Friedrich von Esmarch; englisch Jaw thrust maneuver gemäß ERC-Richtlinien), auch Kopf-Kiefer-Handgriff genannt, ist eine Maßnahme, die zum Freimachen und Freihalten der Atemwege eines Bewusstlosen dient. Er wird im Rahmen des Atemwegsmanagements in der Notfallmedizin und bei der Anästhesie eingesetzt.
Da mit dem Eintritt der Bewusstlosigkeit die Skelettmuskulatur einschließlich der Zungenmuskulatur erschlafft, kann es bei auf dem Rücken liegenden Bewusstlosen zu einer Behinderung der Atmung kommen: Während der Ruhetonus der Muskulatur die Zunge normalerweise in der Mundhöhle hält, sackt sie im schlaffen Zustand (bei fehlender Muskelspannung) der Schwerkraft folgend in den Rachenraum (Glossoptose), wo sie die Atemwege im Rachenbereich bzw. den Kehlkopfeingang unvollständig oder vollständig verlegen kann.

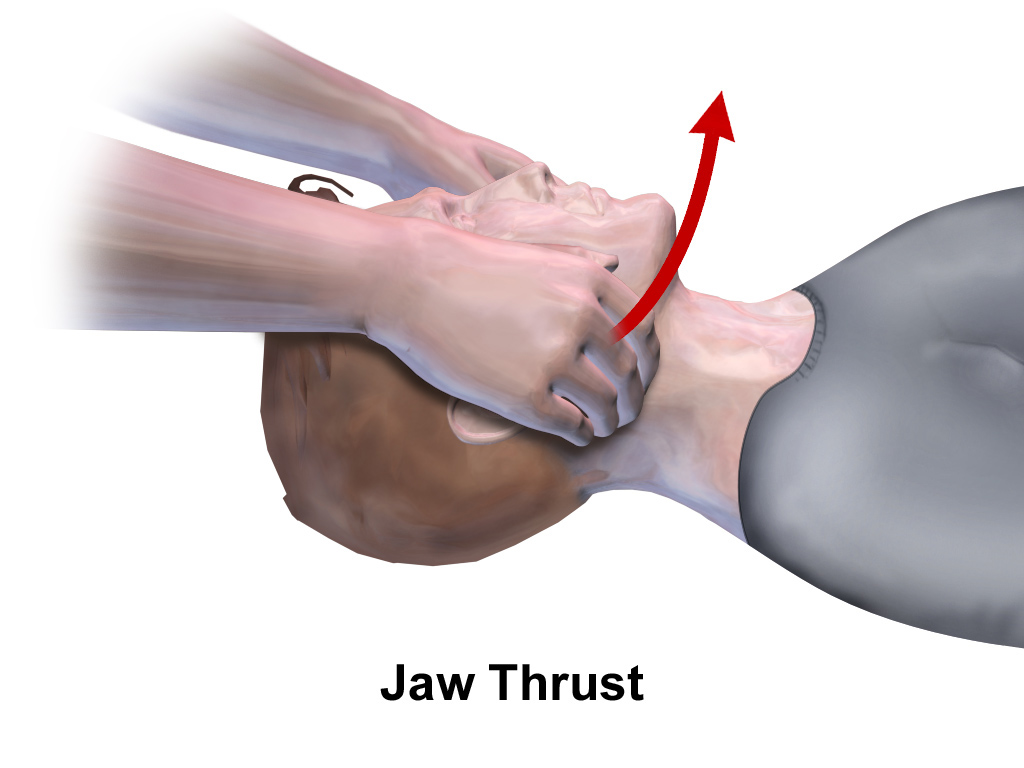
Auf Englisch heißt der Griff „Jaw thrust maneuver“

Um den Zungengrund mit dem ebenfalls nach hinten gefallenen Unterkiefer nach vorne zu ziehen und so die Atemwege wieder freizumachen, wird beim einfachen Esmarch-Handgriff der Kopf des Bewusstlosen überstreckt (Lebensrettender Handgriff). Der durch Peter Safar modifizierte Esmarch-Handgriff (3-in-1-Handgriff nach Safar) dient dazu, diesen Effekt zu verstärken, indem zusätzlich der Unterkiefer nach vorne gedrückt und angehoben sowie der Mund dabei geöffnet wird. Dazu umfasst der hinter dem Bewusstlosen kniende Helfer mit seinen Fingern die Unterkieferäste im hinteren Bereich (Kieferwinkel), während er im vorderen Bereich mit den Daumen Druck auf die Kinnfläche ausübt. Aus dieser Position heraus kann der Unterkiefer nach vorne und oben geschoben werden.
Im Rahmen der Ausbildung von Laien in Erster Hilfe wird der Esmarch-Handgriff nicht mehr gelehrt, da die Halswirbelsäule dabei Bewegungen unterliegt. Nach einem Trauma könnten diese Bewegungen zu einer Schädigung des Rückenmarks in der Halswirbelsäule führen. Wird der Handgriff ohne diese Bewegungen der Halswirbelsäule ausgeführt, wird dies von einigen Autoren modifizierter Esmarch-Handgriff genannt. Dieser wird dazu verwendet, um den Atemweg bei Patienten mit Halswirbelsäulen-Trauma zu sichern, ohne die Halswirbelsäule zu bewegen. Dadurch wird eine eventuelle Schädigung des Rückenmarks vermieden.